# Писмо в бутилка
„Писмо в бутилка“ (на английски: Message in a Bottle) е американска романтична драма от 1999 г. на режисьора Луис Мандоки, адаптация на едноименния роман на Никълъс Спаркс. Във филма участват Кевин Костнър, Робин Райт Пен и Пол Нюман и е заснет в Мейн, Чикаго и Уилмингтън. Премиерата на филма в САЩ е на 12 февруари 1999 г. от „Уорнър Брос Пикчърс“.

## Актьорски състав
| Актьор          | Роля              |
| --------------- | ----------------- |
| Кевин Костнър   | Гарет Блейк       |
| Робин Райт      | Тереза Осбърн     |
| Пол Нюман       | Додж Блейк        |
| Сюзън Брайтбил  | Катрин Ленд Блейк |
| Джон Савидж     | Джони Ленд        |
| Илеана Дъглас   | Лина Пол          |
| Роби Колтрейн   | Чарли Тоши        |
| Джеси Джеймс    | Джейсън Осбърн    |
| Бетел Лесли     | Марта Ленд        |
| Том Олдридж     | Ханк Ленд         |
| Хейдън Пенетиър | Момиче в лодка    |
| Роузмари Мърфи  | Хелън от R&B      |

## В България
В България филмът е пуснат по кината от „Александра Филмс“ през 1999 г.
На 21 октомври 1999 г. е издаден на VHS от „Александра Видео“.
На 23 декември 2001 г. е излъчен премиерно по „Би Ти Ви“ в неделя от 20:00 ч. На 18 август 2002 г. е излъчен отново в неделя от 20:15 ч.
На 13 август 2011 г. са излъчени повторения по каналите на „Би Ти Ви Медия Груп“.
На 6 май 2022 г. се излъчва и по „Фокс Лайф“ със субтитри на български.
Български дублаж
| Озвучаващи артисти  | Гергана Стоянова Биляна Петринска Симеон Владов Здравко Методиев Георги Георгиев-Гого |
| Преводач            | Виолета Станишева                                                                     |
| Тонрежисьор         | Радослав Колев                                                                        |
| Режисьор на дублажа | Чавдар Монов                                                                          |